# 詹姆斯·查普曼
詹姆斯·查普曼（英語：James Chapman，1979年11月2日—），澳大利亚男子赛艇运动员。他曾代表澳大利亚参加2008年和2012年夏季奥林匹克运动会赛艇比赛，其中2012年奥运会获得一枚银牌。